# Johann Matthias Stahl
Johann Matthias Stahl (* 10. November 1833 in Baasem, Kreis Schleiden; † 15. September 1916 in Münster in Westfalen) war ein deutscher Klassischer Philologe.

## Leben
Johann Matthias Stahl, der Sohn eines Gast- und Landwirts, besuchte von 1846 bis 1851 das Gymnasium in Münstereifel und studierte dann Klassische Philologie an der Universität Bonn, wo er am 11. März 1856 mit der Dissertation Animadversiones ad Euripidis Phoenissas criticae promoviert wurde. Anschließend arbeitete er als Gymnasiallehrer in Münstereifel (bis 1861), Düren (bis 1863) und Köln, dort zunächst am Apostelgymnasium, ab 1868 als Oberlehrer am Gymnasium zu Marzellen. 1874 wurde er als Professor für griechische Sprache und Literatur an die Theologische und Pädagogische Akademie Münster berufen, wo er bis zu seiner Emeritierung (31. März 1906) lehrte.
Als Forscher trat Stahl besonders mit Arbeiten zur griechischen Syntax und zum griechischen Historiker Thukydides hervor.

## Schriften (Auswahl)
- Animadversiones ad Euripidis Phoenissas criticae. Dissertation. Bonn 1856.
- De Spurii Cassii lege agraria commentatio. Köln 1868 Programm des Katholischen Gymnasiums an der Apostelkirche zu Köln.
- Thucydidis historiae. Zwei Bände. Tauchnitz, Leipzig 1873–1874.
- Quaestiones grammaticae ad Thucydidem pertinentes. Leipzig 1886.
- Observatio syntactica ad legem Gortyniam pertinens. Münster 1893.
- Kritisch-historische Syntax des griechischen Verbums der klassischen Zeit. Heidelberg 1907 (Nachdruck: Hildesheim 1965).